# أنهيدريد البوتيريك
أنهيدريد البوتيريك هو مركب عضوي صيغته الكيميائية C8H14O3، والتي مكن كتابتها على الشكل (CH3CH2CH2CO)2O وهو أنهيدريد حمض (بلا ماء) البوتيريك (حمض الزبدة).

## التحضير
يمكن لأنهيدريد البوتيريك أن يحضر من الهدرجة الحفزية لحمض الكروتونيك؛ أو من مفاعلة حمض الزبدة (حمض البوتيريك) أو بوتيرات الميثيل مع أنهيدريد الأسيتيك.

## الخواص
يوجد المركب في الشروط القياسية على شكل سائل شفاف عديم اللون، يتميز برائحة خاصة. وهو يتفاعل بوجود الماء وكذلك مع الإيثانول، لكنه قابل للانحلال في الإيثر.

## الاستخدامات
بسبب رائحته الخاصة يستخدم المركب في إبعاد الحشرات بالتبخير، خاصة النحل.